# Element OS
Element OS fou un sistema operatiu basat en Linux pensat per a se instal·lat en ordinadors Home theater PC.

## Característiques
Element OS es basa en Xubuntu i manté compatibilitat amb els repositoris d'Ubuntu. Utilitza l'Advanced Packaging Tool utilitzant els repositoris d'Ubuntu i els propis d'Element.A més a més del Navegador de Paquets, l'Element OS incorpora el centre de programari AllMyApps per permetre que programes addicionals puguin ser descarregats.
Element utilitza una interfície Xfce optimitzada semblant als efectes de finestra a pantalla completa que es veuen en interfícies de netbooks i mòbils com en l'Ubuntu Netbook Remix.

## Programari
Element OS ve amb diversos programes previstos per a un paper determinat, incloent-hi l'XBMC com a centre multimèdia, el navegador multimèdia Cooliris amb plugin per streaming de contingut, el VLC media player per reproduir video, Decibel Audio Player i Transmission com a client de bit torrent. També ve amb el navegador web Mozilla Firefox.